# Терокхада
Терокхада (бенг. তেরখাদা, англ. Terokhada) — город на юго-западе Бангладеш, административный центр одноимённого подокруга. Площадь города равна 10,17 км². По данным переписи 2001 года, в городе проживало 10 136 человек, из которых мужчины составляли 52,22 %, женщины — соответственно 47,78 %. Плотность населения равнялась 997 чел. на 1 км². Уровень грамотности населения составлял 40,2 % (при среднем по Бангладеш показателе 43,1 %). 